# 清原有雄
清原 有雄（きよはら の ありお）は、平安時代初期の貴族。知太政官事・舎人親王の玄孫。大監物・貞代王の子。官位は従四位上・肥後守。

## 経歴
淳和朝の天長5年（828年）式部卿・葛原親王の推挙によって正親佑に任ぜられる。天長7年（830年）従五位下・正親正に叙任される。
仁明朝の承和6年（839年）従五位上に叙され、翌承和7年（840年）越前守に任ぜられて地方官に転じる。承和9年（842年）玄蕃頭次いで中務大輔に遷り一時京官に復す。翌承和10年（843年）摂津守に任ぜられ、摂津国校田使次官も兼ねるなど再び地方官に転じるが、有雄の統治に多くの人民は喜んで服し、国内は安静となり穀物を貯蔵する倉庫は満ち溢れるなど、有雄は地方官として名声を得たという。その後も、出雲守・肥後守を歴任する一方、承和14年（847年）正五位下、嘉祥2年（849年）には治国の功績で従四位下に叙されるなど、仁明朝末にかけて国司を務めながら順調に昇進を果たした。
嘉祥3年（850年）清原真人姓を賜与され臣籍降下し、仁寿4年（854年）には従四位上に昇叙されている。
天安元年12月25日（858年1月13日）に卒去。最終官位は散位従四位上。有雄の死に対して、人々の哀慕は極まりなかったという。

## 人物
人柄に風格があり、政治の理論にも習熟していた。

## 官歴
※以下、『六国史』の記載に従う。
- 天長5年（828年） 日付不詳：正親佑
- 時期不詳：正六位上
- 天長7年（830年） 正月7日：従五位下。日付不詳：正親正
- 承和6年（839年） 正月7日：従五位上
- 承和7年（840年） 正月30日：越前守
- 承和9年（842年） 3月16日：玄蕃頭。日付不詳：中務大輔
- 承和10年（843年） 正月12日：摂津守。11月16日：摂津国校田使次官
- 承和14年（847年） 正月7日：正五位下
- 嘉祥2年（849年） 正月7日：従四位下（治国労）。正月13日：出雲守。2月27日：肥後守
- 嘉祥3年（850年） 日付不詳：臣籍降下（清原真人姓）
- 仁寿4年（854年） 正月7日：従四位上。11月27日：肥後守
- 天安元年（857年） 12月25日：卒去（散位従四位上）

続群書類従内の豊後清原氏系図にのみ有雄の官職について少納言任官とする記述があり、由来が不明となっている子孫清少納言の女房名についてこの記述を根拠とし先祖を顕彰するために名乗ったのではないかという説が存在する。

## 系譜
- 父：貞代王[4]
- 母：不詳
- 生母不明の子女
  - 男子：清原通雄（?-?）[1][2]